# Виллемит
Виллеми́т — редкий минерал класса силикатов, ортосиликат островного строения, силикат цинка. Назван в 1830 году в честь нидерландского короля Виллема І. Международное геммологическое сокращение — vil.

## Свойства
Образуется в зонах окисления свинцово-цинковых месторождений, а также в метасоматично измененных гранитах. Кристаллы (призматические или игольчатые) редки, обычно встречается в виде агрегатов, зернистых масс, натёков. Состав (%): ZnO −73,0; SiO2 — 27,0; может содержать небольшое количество железа и марганца. Растворяется в соляной кислоте с выделением оксида кремния, а также в гидроксиде калия. Характерна ярко-зелёная люминесценция; в ультрафиолетовых лучах некоторые виллемиты флуоресцируют  в зеленых или желтых тонах.

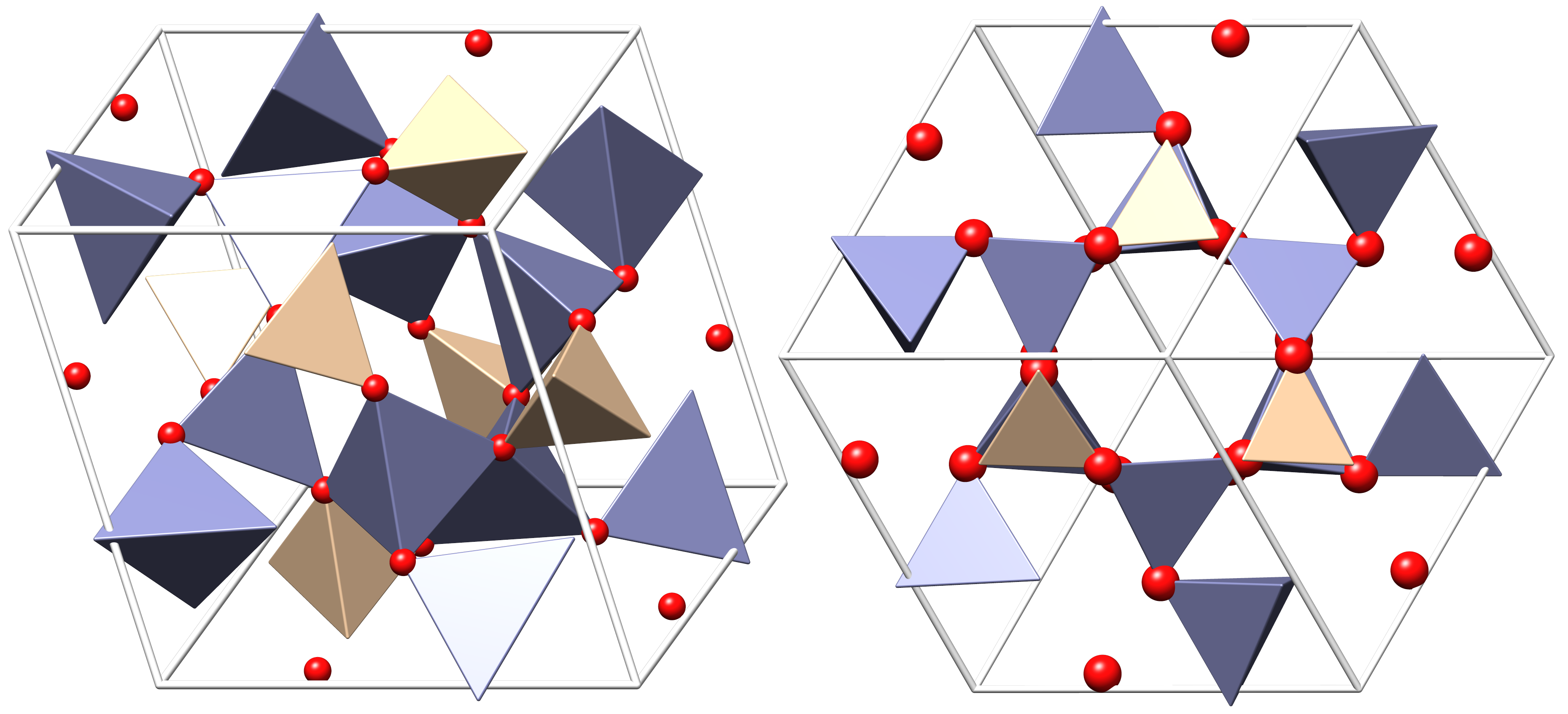
Кристаллическая структура виллемита

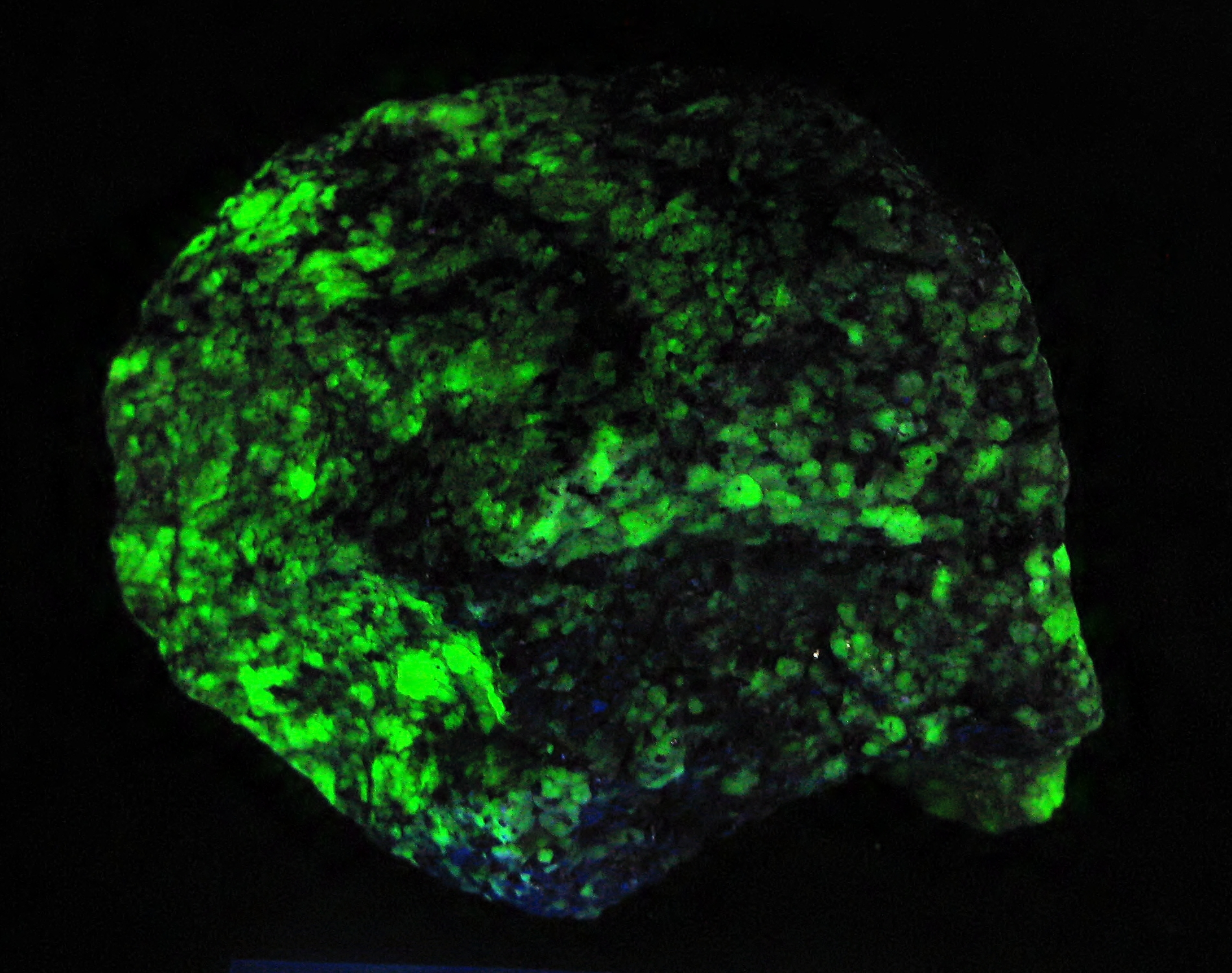
Люминесценция виллемита

## Месторождения
Наиболее значительное месторождение виллемита находится в США в восьмидесяти километрах к северо-западу от Нью-Йорка (Франклин, округ Сассекс, штат Нью-Джерси; 41°06′ с. ш. 74°35′ з. д.), где встречаются люминесцирующие кристаллы размером до двадцати сантиметров.
Встречается также в Канаде, ЮАР, Намибии, Конго, Замбии, Гренландии, Германии (Альтенберг около Ахена), России (рудник Кудаинский около Нерчинска в Восточном Забайкалье), Киргизии.

## Применение
В больших массах может использоваться как локальная руда цинка. Применяется при производстве флуоресцирующих экранов катодно-лучевых трубок. Ценится коллекционерами. Используется в ювелирном деле, особенно ценятся жёлтые прозрачные разновидности.